# Cool (Rotterdam)
Pour les articles homonymes, voir Cool.
Cool est un quartier de Rotterdam, il appartient à l'arrondissement de Rotterdam-Centre. Il est délimité par les rues Weena au nord, Mauritsweg et Eendrachtweg à l'ouest, Vasteland au sud et Coolsingel et Schiedamse Vest à l'est.

## Histoire

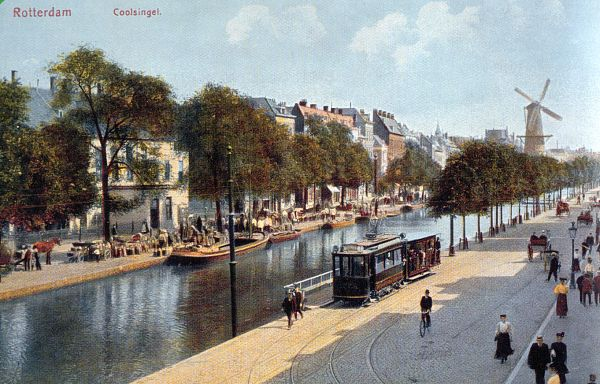
Coolsingel (carte postale, 1900).

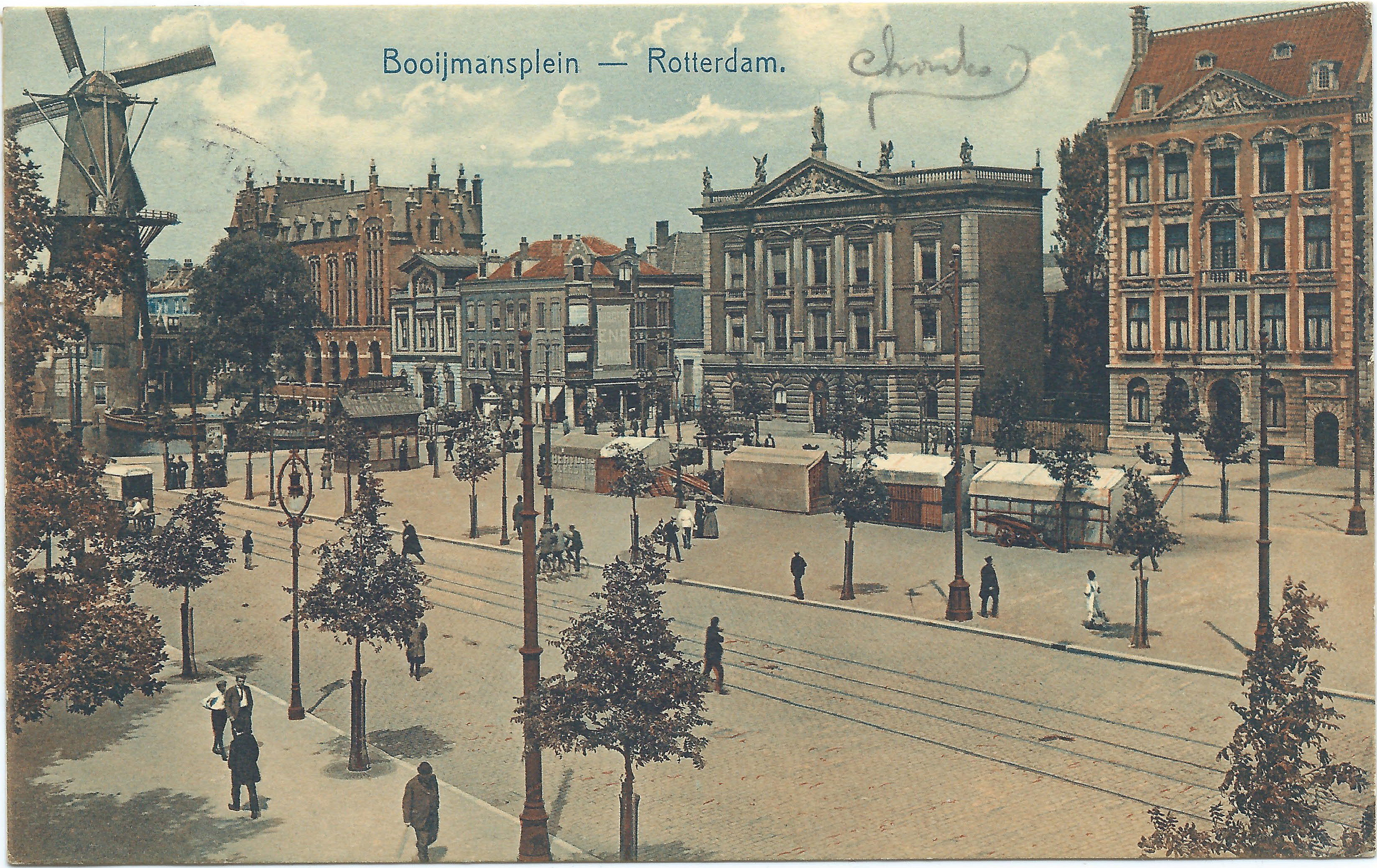
Place Booijmansplein (carte postale, vers 1911).

L'existence de Cool est attestée dès 1280. En 1816, Rotterdam annexe ce qui est alors une commune avoisinante. Lors du bombardement de Rotterdam en 1940, une grande partie du quartier est détruite, mais certaines rues sont préservées, Oude Binnenweg et Witte de Withstraat.

## Lieux d'intérêt
- Coolsingel, rue passante, sur laquelle se trouvent l'hôtel de ville et l'ancien bureau de poste
- Le Bijenkorf, grand magasin.
- De Doelen, une salle de concert et de congrès.
- Lijnbaan, rue piétonne ouverte en 1953.
- Centre d'art contemporain Witte de With
- Centre culturel WORM

## Galerie

Lieux et bâtiments de Cool
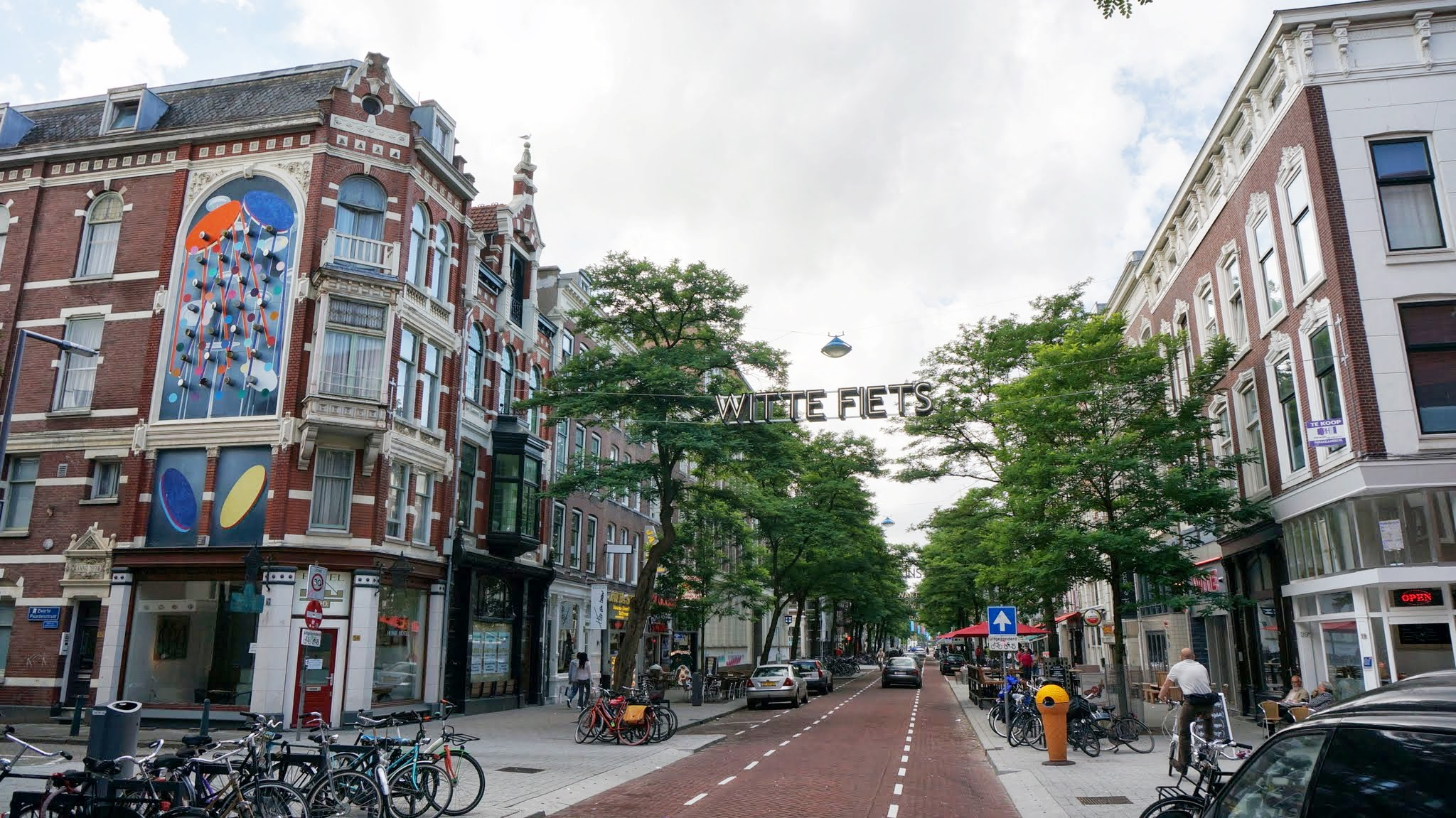
Witte de Withstraat.
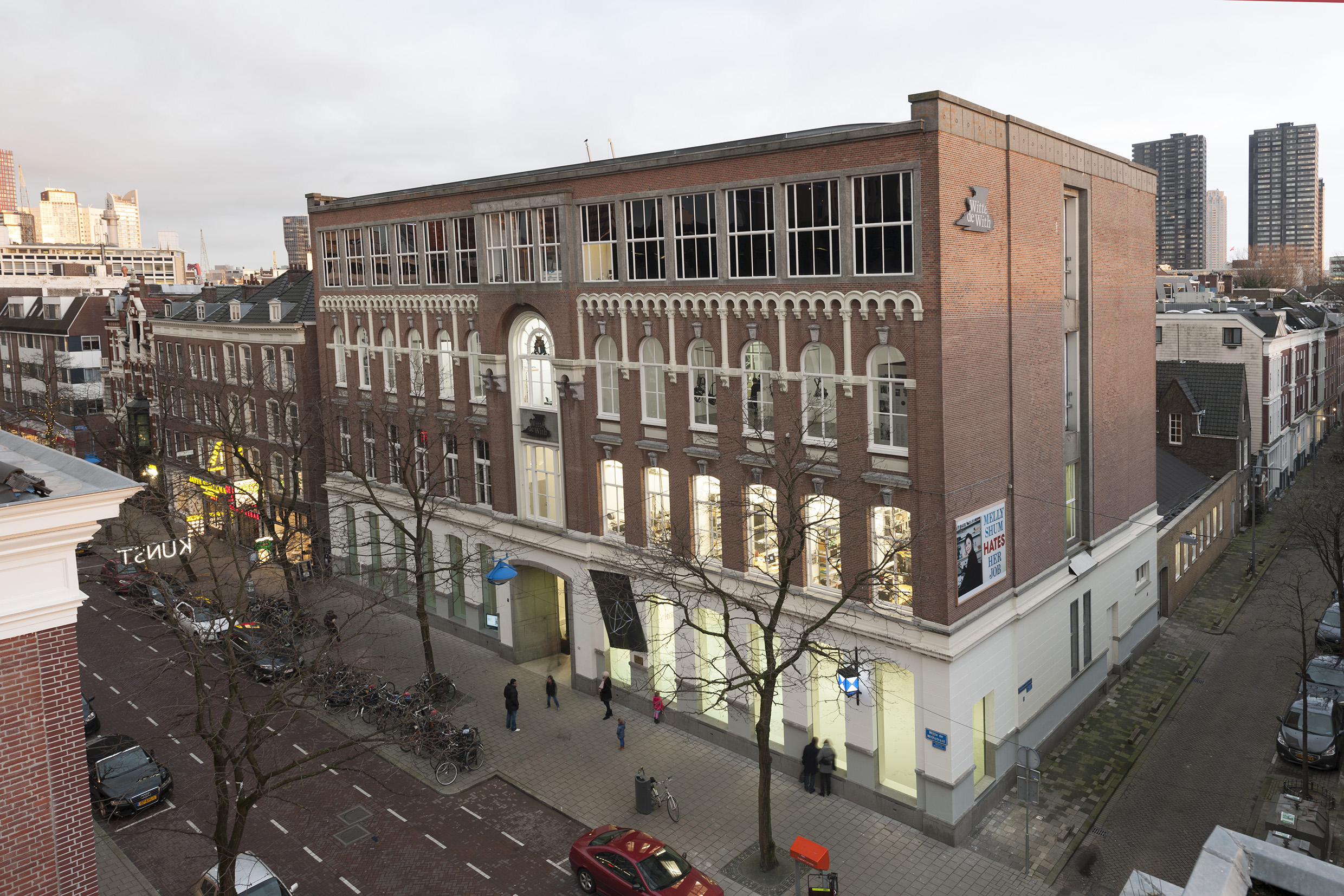
Centre d'art contemporain Witte de Withstraat.
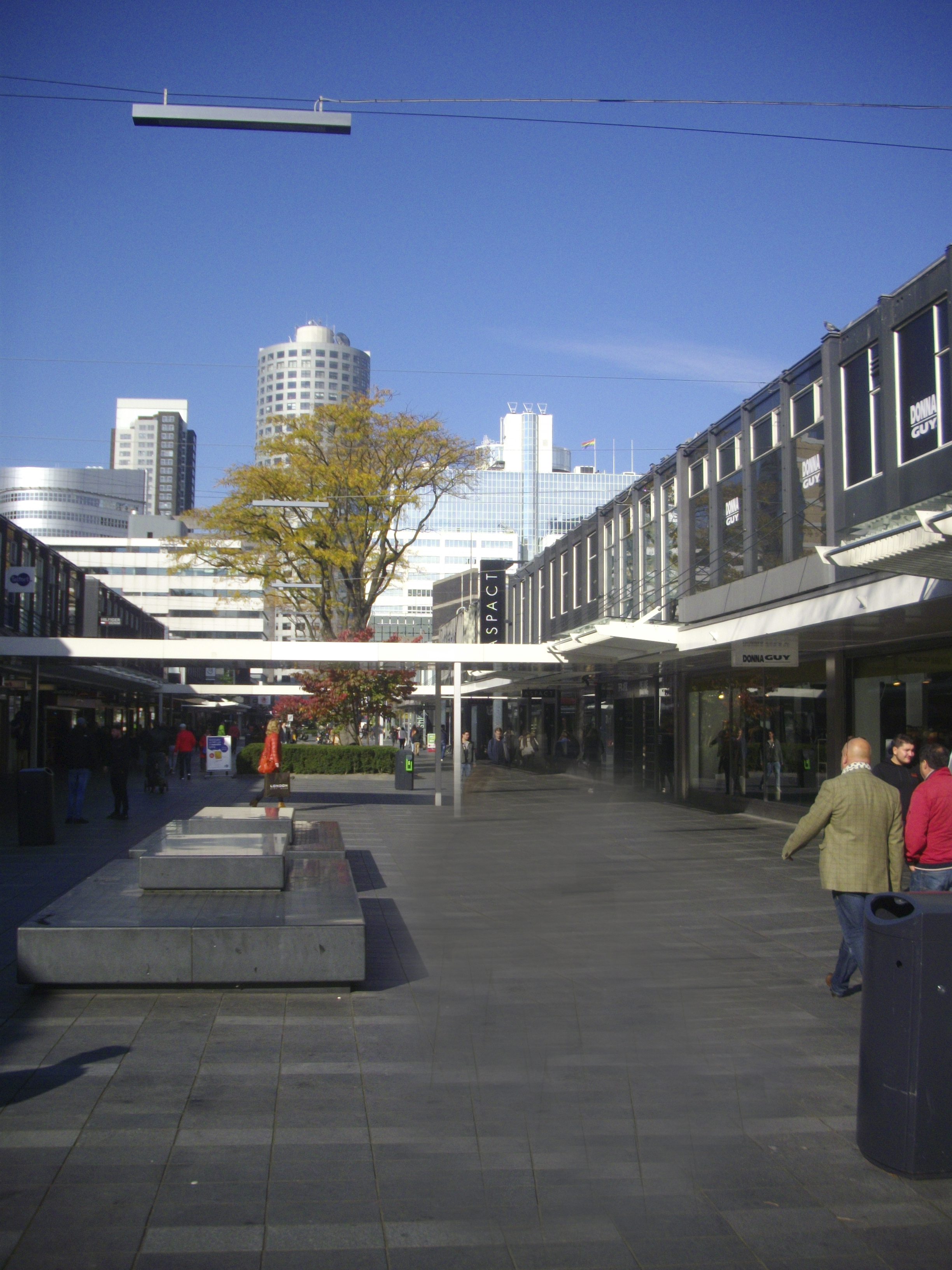
Lijnbaan.
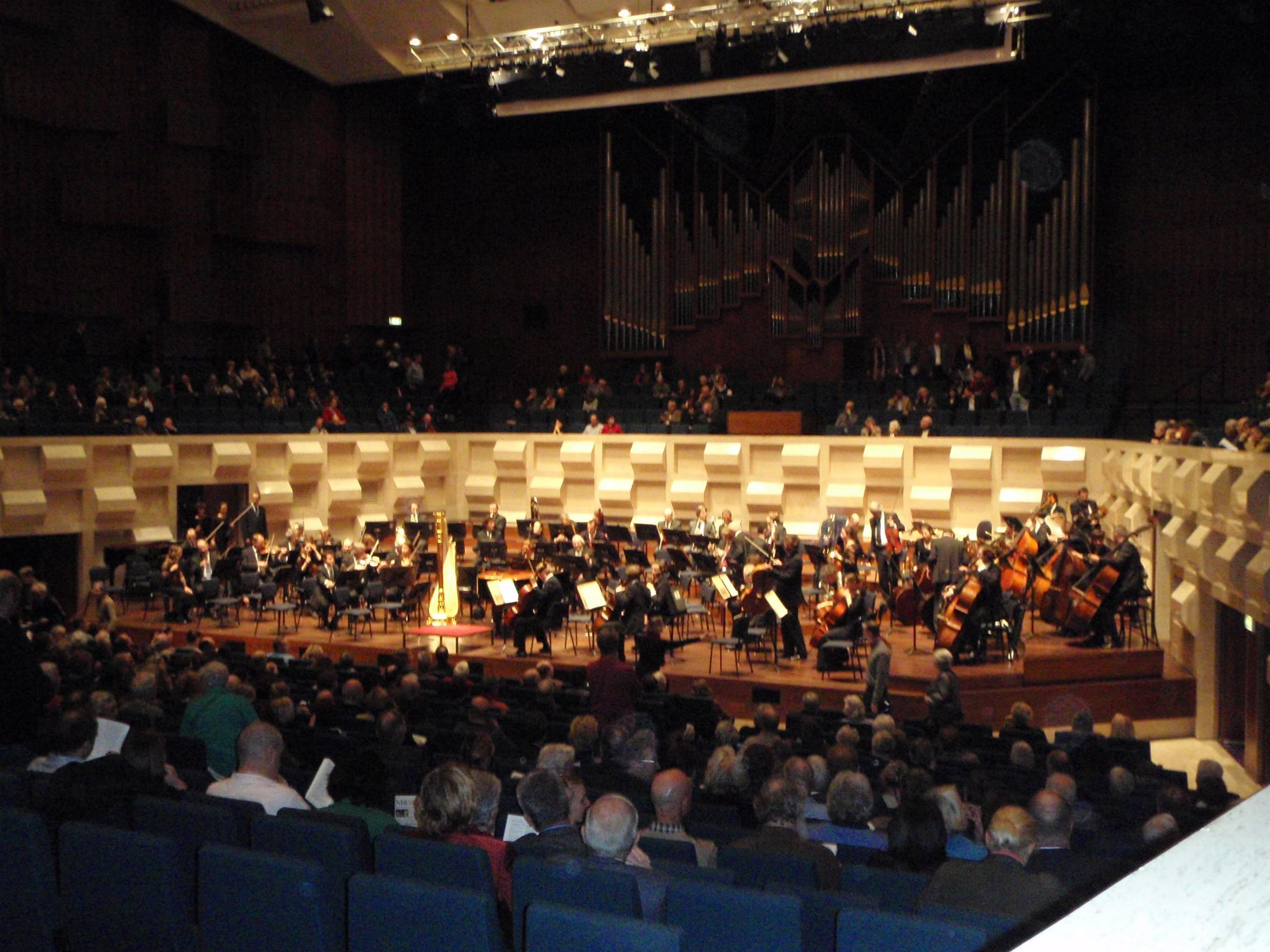
Grande salle du Doelen.
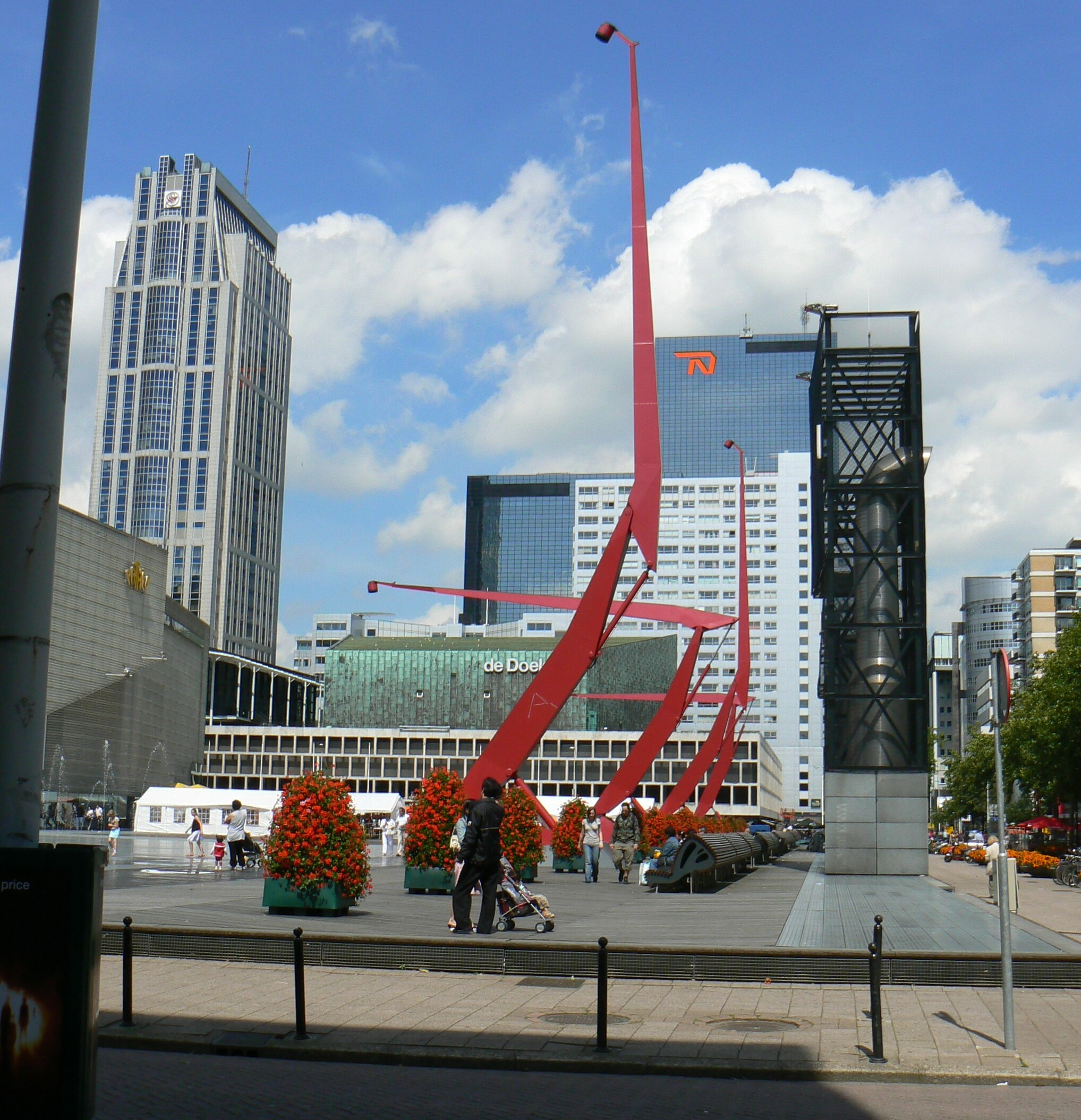
Place Schouwburgplein et salle de concert Doelen.
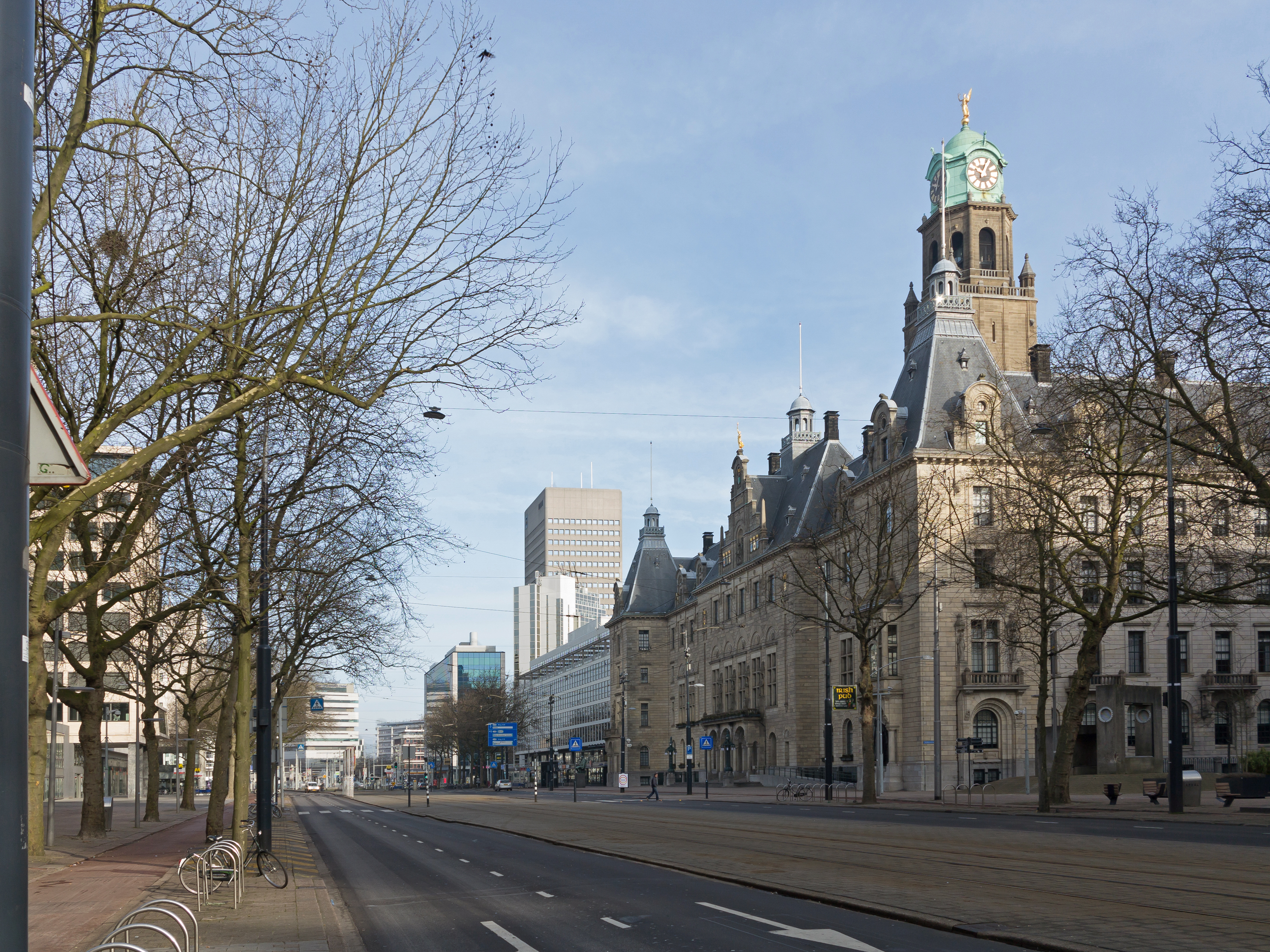
Hôtel de ville et Coolsingel.